# Roxana Luca

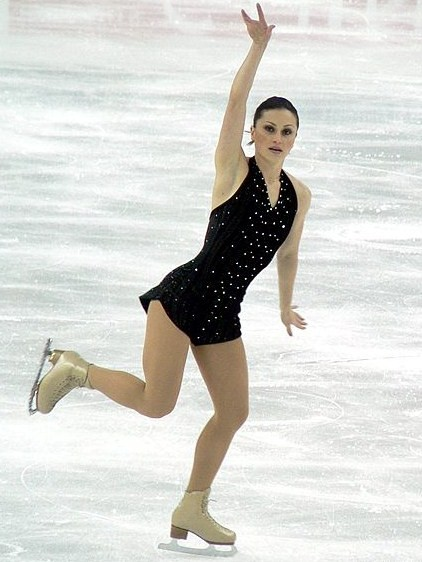
Roxana Luca bij de EK 2005

Roxana Luca (Boekarest, 23 december 1982) is een Roemeense kunstschaatsster.
Luca is actief als individuele kunstschaatsster en wordt gecoacht door Marius Negrea. Op het EK van 2005 behaalde ze haar beste resultaten tot nu toe. In het eindklassement werd ze vijftiende en haar scores tijdens dit kampioenschap zijn nog steeds haar persoonlijke records.

## Persoonlijke records
| records             | punten | datum      | toernooi |
| ------------------- | ------ | ---------- | -------- |
| Hoogste totaalscore | 121.22 | 29-01-2005 | EK 2005  |
| Hoogste korte kür   | 42.57  | 28-01-2005 | EK 2005  |
| Hoogste lange kür   | 78.65  | 29-01-2005 | EK 2005  |

## Belangrijke resultaten
| Kampioenschap           | 1996 | 1997 | 1998 | 1999 | 2000 | 2001 | 2002 | 2003 | 2004 | 2005 | 2006   | 2007 | 2008 | 2009 |
| ----------------------- | ---- | ---- | ---- | ---- | ---- | ---- | ---- | ---- | ---- | ---- | ------ | ---- | ---- | ---- |
| Olympische Spelen       |      |      |      |      |      |      | 23e  |      |      |      | 26e    |      |      |      |
| Wereldkampioenschap     |      |      | 38e  |      | 26e  | 27e  | 33e  | 37e  |      | 28e  | 17A    | 30e  | 39e  | 36e  |
| Europees Kampioenschap  | 34e  |      |      |      | 30e  | 26e  | 21e  | 30e  |      | 15e  | t.z.t. | 21e  | 22e  | 27e  |
| WK Junioren             |      | 20B  |      | 41e  | 39e  | 22e  | 15e  |      |      |      |        |      |      |      |
| Nationaal Kampioenschap |      | J    | J    |      | Goud | Goud | Goud | Goud |      | Goud | Goud   | Goud |      |      |

J = junioren
t.z.t. = trok zich terug